# Armindo Antônio Ranzolin
Armindo Antônio Ranzolin (né le 8 décembre 1937 à Caxias do Sul et mort le 17 août 2022 à Porto Alegre) était un journaliste et narrateur sportif brésilien. Il a été directeur de Rádio Gaúcha, du Grupo RBS,.

## Biographie
Né dans la ville de Caxias do Sul, Rio Grande do Sul, dans une famille aux racines du nord de l'Italie. À l'âge d'un an, il s'installe à Lages, Santa Catarina, où il écrit sur le sport amateur dans un journal local. Pendant son enfance, il a suivi la couverture radiophonique d'événements importants tels que le suicide du président Getúlio Vargas et la Coupe du monde de 1950, qui s'est déroulée au Brésil.
Sa carrière de journaliste professionnel et de diffuseur a commencé en 1956, en tant que narrateur sportif pour Rádio Diário da Manhã, à Lages. En 1957, il s'installe à Porto Alegre, où il est diplômé en sciences juridiques et sociales à la Faculté de droit de l'UFRGS, en 1962.
Après avoir passé un test, Armindo a travaillé pendant trois mois à Rádio Guaíba, en 1959. La première fois qu'il a été diffusé, il y a eu un problème interne qui l'a blessé. Le lendemain, il est renvoyé de la radio par le service commercial.
La même année, il a été présenté au directeur de Rádio Difusora à Porto Alegre, dont il a été, pendant cinq ans, le principal narrateur sportif. C'est sur Rádio Difusora qu'Armindo Ranzolin a raconté son premier Grenal, en 1961. En 1964, il a démissionné en raison de problèmes liés au coup d'État militaire de cette année-là.
Quelques jours après avoir quitté Rádio Difusora, il a été embauché par Rádio Farroupilha comme directeur sportif et, peu après, directeur artistique. En 1969, il quitte Rádio Farroupilha, acceptant une invitation de Rádio Guaíba pour en être le deuxième présentateur. À Rádio Guaíba, il a participé à de grands projets et a raconté les matchs de Pelé, considéré par beaucoup comme le plus grand joueur de football de l'histoire. C'est également sur Rádio Guaíba que Ranzolin a raconté sa première Coupe du monde, en 1974, disputée en Allemagne.
En 1984, il quitte Rádio Guaíba, changeant de radio pour la dernière fois. Armindo a ensuite travaillé à Rádio Gaúcha, où il a participé, en tant que narrateur, à trois Coupes du monde, dont la dernière, en 1994, s'est déroulée aux États-Unis. Il a pris sa retraite de la narration sportive à la fin de 1995, ne restant que dans le journalisme, en tant que présentateur de "Gaúcha Actualidade". En 1998, il est directeur de la couverture de la Coupe du monde en France. Il devient directeur général de la radio en 1992 et annonce sa retraite en 2006.
Le 17 août 2022, des membres de la famille ont annoncé le décès du communicant à l'âge de 84 ans. Armindo a été admis dans un hôpital de Porto Alegre ; sa mort est survenue à la suite de complications de la maladie d'Alzheimer.

## Postes et réalisations
Elle a été présentatrice d'émissions journalistiques entre 1959 et 2006. Il a commandé la couverture de toutes les élections sur les stations où il travaillait. Il a également été cadre dirigeant, occupant le poste de directeur de la programmation à Rádio Difusora et Rádio Farroupilha entre 1964 et 1968, directeur surintendant de TV Piratini en 1969, directeur de la programmation à Rádio Guaíba entre 1976 et 1984, responsable de la programmation à Rádio Gaúcha entre 1988 et 1992 et directeur général de Rádio Gaúcha entre 1992 et 2006.
Il a été vice-président de la radio à l'l'Association des radiodiffuseurs et télédiffuseurs du Rio Grande do Sul entre 1978 et 1984.
En 1996, Ranzolin a été admis par le président Fernando Henrique Cardoso à l'Ordre du mérite militaire au grade d'officier spécial.

## Vie privée
De 1963 jusqu'à sa mort, Armindo a été marié à Yara Borges Ranzolin, avec qui il a eu deux enfants : la journaliste et présentatrice de RBS TV (filiale de TV Globo à Rio Grande do Sul), Cristina Ranzolin, et l'avocat Ricardo Ranzolin, et trois petits-enfants : Henrique, Manoela et Antônia.